# Гастон (Південна Кароліна)
Гастон (англ. Gaston) — місто (англ. town) в США, в окрузі Лексінгтон штату Південна Кароліна. Населення — 1608 осіб (2020).

## Географія
Гастон розташований за координатами 33°49′5″ пн. ш. 81°5′59″ зх. д. / 33.81806° пн. ш. 81.09972° зх. д. (33.817968, -81.099749).  За даними Бюро перепису населення США в 2010 році місто мало площу 13,76 км², уся площа — суходіл.

## Демографія
Згідно з переписом 2010 року, у місті мешкало 1645 осіб у 633 домогосподарствах у складі 428 родин. Густота населення становила 120 осіб/км².  Було 716 помешкань (52/км²).
Расовий склад населення:
| - 84,3 % — білих - 9,2 % — чорних або афроамериканців - 0,4 % — корінних американців - 0,4 % — азіатів - 0,1 % — вихідців з тихоокеанських островів - 2,5 % — осіб інших рас |

До двох чи більше рас належало 3,2 %. Частка іспаномовних становила 5,5 % від усіх жителів.
За віковим діапазоном населення розподілялося таким чином: 25,3 % — особи молодші 18 років, 63,5 % — особи у віці 18—64 років, 11,2 % — особи у віці 65 років та старші. Медіана віку мешканця становила 37,2 року. На 100 осіб жіночої статі у місті припадало 105,6 чоловіків;  на 100 жінок у віці від 18 років та старших — 98,4 чоловіків також старших 18 років.
Середній дохід на одне домашнє господарство  становив 42 834 долари США (медіана — 40 050), а середній дохід на одну сім'ю — 49 762 долари (медіана — 45 341). Медіана доходів становила 35 764 долари для чоловіків та 30 938 доларів для жінок. За межею бідності перебувало 14,5 % осіб, у тому числі 13,2 % дітей у віці до 18 років та 15,6 % осіб у віці 65 років та старших.
Цивільне працевлаштоване населення становило 749 осіб. Основні галузі зайнятості: освіта, охорона здоров'я та соціальна допомога — 18,2 %, мистецтво, розваги та відпочинок — 14,8 %, будівництво — 12,3 %, виробництво — 12,1 %.